# Bruno Bianco
Bruno Bianco (El Negro Blanco) è una serie a fumetti a strisce ideata da Carlos Trillo e da Ernesto García Seijas e pubblicata in Argentina dal 1988 e in vari paesi del mondo dalla fine degli anni ottanta a metà anni novanta.

## Storia editoriale
La serie prese il posto di un'altra che era incentrata sul personaggio di Loco Chávez; il protagonista di questa nuova serie, Bruno Bianco, lo sostituisce, oltre che all'interno della trama, anche nell'intestazione del fumetto. Venne pubblicata nel formato a strisce in Argentina sul supplemento del quotidiano El Clarin di Buenos Aires, Clarin para Todos, dal 1988 fino a metà degli anni novanta, scritta da Carlos Trillo e disegnata da Ernesto Garcia Seijas.
Venne pubblicata anche in Italia, quasi contemporaneamente all'edizione argentina, dall'Eura Editoriale sul settimanale Lanciostory (rimontandone le strisce per adattarle al formato del periodico) e poi ripubblicata in volumi antologici; una breve serie di tavole umoristiche autoconclusive, Il teatro di Bruno Bianco, slegate dalla continuity, venne pubblicata anch'essa su Lanciostory.
Dalla serie vennero generati due spin-off, il primo nel 1993, Flopi Bach, che raggiunse in Argentina un notevole successo e successivamente Streghe (Sangre de Brujas).

## Personaggio
Il protagonista, Bruno Bianco, è un giornalista di El Clarin, un quotidiano di Buenos Aires che subentra al collega Loco Chávez (personaggio che era il precedente protagonista della serie); suo padre è un antropologo sempre in giro per il mondo e pieno di donne; ha una relazione sentimentale con Bonnie. A un certo punto viene assunto nella redazione di una rivista femminile ma poi riprende il suo posto al Clarin.